# Oreostylidium subulatum
Oreostylidium subulatum es una especie fanerógama de la familia Stylidiaceae, único representante del género Oreostylidium y endémica de Nueva Zelanda. 
O. subulatum es una planta muy pequeña con diminutas flores blancas. Tiene una complicada historia taxonómica consistente en algunos intentos de moverla de Oreostylidium al género relacionado Stylidium. Esta única especie  fue inicialmente descrita como Stylidium subulatum en 1864, y más tarde llevada a su propio género por Sven Berggren en 1878. 
Posee la misma clase de tricomas glandulares debajo de la flor que hace a las especies de Stylidium ser plantas carnívoras, pero en este caso no se ha probado aún la presencia de enzimas digestivas.

## Características
O. subulatum es una especie muy pequeña, cespitosa, crece en matas de 2-3 cm de altura. Hojas de 2 cm de largo lineales subuladas formando una roseta basal apretada contra el suelo; glabras con márgenes enteros. El escapo sobresale de la roseta de hojas, es delgado, erecto, de cerca de 2 cm de altura. Este escapo, como en la mayoría de las especies del género relacionado Stylidium, está cubierto con tricomas glandulares. Cada escapo produce una sola flor. Sépalos (cáliz)  erectos, duros, y muy anchos (casi tanto como el ovario). El ovario es grande, oblongo, subcilíndrico, adjunto al escapo.
Al comparar la estructura floral de Oreostylidium subulatum con la de Stylidium turbinatum, O. subulatum tiene una columna insensible, erecta mientras otros miembros del género Stylidium, como S. turbinatum, poseen una columna sensible, elongada, que ayuda a cada planta a cruzarse con otras.
Las flores son solitarias, actinomorfas, blancas, con cinco pétalos que recuerdan a las de Forstera y de Phyllachne (ambas en las Stylidiaceae, también). Como todas las especies de Stylidium, O. subulatum también posee una columna, que se fusiona con los estambres y los carpelos.  
Ciertos estudios sugieren que la morfología floral de O. subulatum se ha desarrollado como un ejemplo extremo de pedomorfosis o reducción. Este proceso puede haber comenzado como resultado del aislamiento de ejemplares de O. subulatum en las islas de Nueva Zelanda. Los investigadores creen que esta especie tiene su origen en Australia y se estableció en Nueva Zelanda con una muy pequeña población y quizás hasta de una sola semilla. Para sobrevivir en este nuevo ambiente y poseyendo una flor diseñada para polinizadores específicos australianos, la especie hizo rápidos cambios en su morfología. La hipótesis sugiere que como O. subulatum tenía un linaje común de ancestros con Stylidium graminifolium se hizo generalista en polinizarse.

## Distribución
O. subulatum es endémica de regiones de montano y subalpinas de Nueva Zelanda, pero el rango no es tan marcado como en otras de la familia Stylidiaceae, halladas en Nueva Zelanda. Good en 1925, en una revisión de la distribución geográfica de Stylidiaceae nota que O. subulatum se confina a South Island, aunque reportes más tempranos localizan especímenes cerca de Mount Ruapehu en la North Island. En la Isla del Sur, se reporta existiendo en Swampy Hill cerca de Dunedin y de The Grampians cerca de Nelson.

## Historia botánica y taxonomía
O. subulatum fue originalmente descrita por Sir William Jackson Hooker en 1864 como Stylidium subulatum en el género vinculado Stylidium. Hooker basó su clasificación en especímenes de flores imperfectas, encontrando relaciones en la morfología del fruto y similitudes de hábitat. Trabajando con la morfología frutal sola, Hooker nota que su espécimen recordaba a varios miembros de Stylidium, subgénero Tolypangium. En 1878, Ferdinand von Mueller propone que lo que sería conocido luego como Stylidium subulatum fuera incluido dentro del género  relacionado Phyllachne basado en morfología floral. En el mismo año, Sven Berggren propone mover su clasificación al género por él creado, Oreostylidium.
En 1887, William Colenso describe lo que él pensó era una  nueva especie, Oreostylidium affine, basada en diferencias morfológicas específicas de descripciones previas de O. subulatum. Notó que era más insegura la clasificación específica de esta nueva especie:

Esta planta recuerda a Oreostylidium subulatum, Berggren, que fue cuidadosamente dibujada por él; (que es también la "Stylidium? subulatum, n. sp.," de Hook.f., como se ve al darla con dudas, de sus imperfectos especímenes, en el  "Handbook N.Z. Flora," p. 168;) y que sería según yo lo refiero que tal especie no lo sería por sus caracteres diferenciales.

Colenso también admite en su descripción de O. affine que los datos de la localidad para ambas O. affine y O. subulatum eran muy similares y que al menos un detalle morfológico de esta planta estaba dañado, pudiendo afectar su análisis. O. affine  fue más tarde puesta bajo O. subulatum como sinónimo.

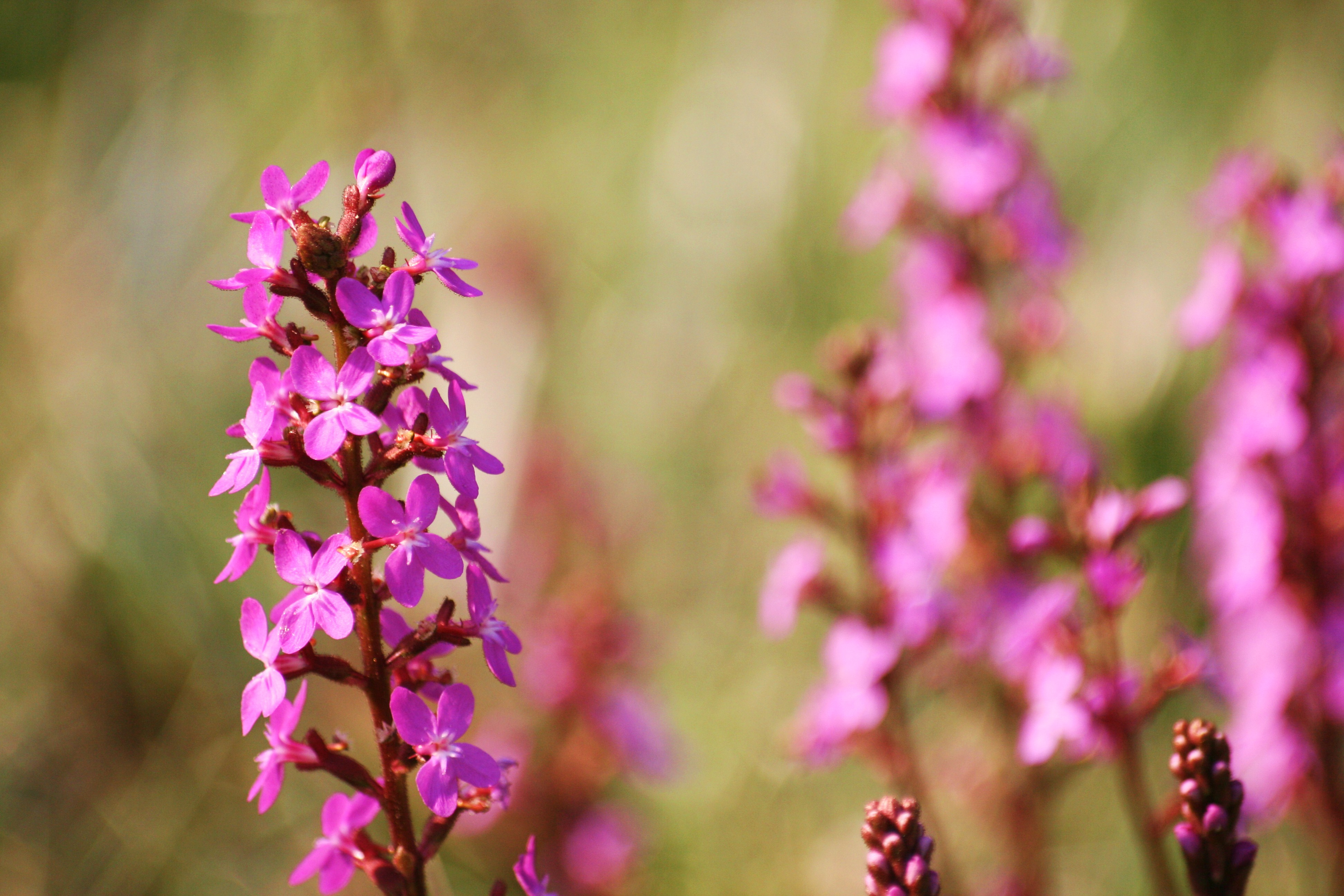
Espiga floral de Stylidium graminifolium. La evidencia molecular sugiere que S. graminifolium está muy cercanamente relacionada con las spp. de Stylidium como O. subulatum

Oreostylidium permanece relativamente intocada hasta que se produce una extensa revisión de los detalles morfológicos de las Stylidiaceae  combinado con análisis genéticos de los  genes de ADN de los cloroplastos rbcL  y  ndhF  en 1998. De resultas de ese estudio se revela que la mayoría de los árboles cladísticos  generados de los datos sugeridos hacen qu el género Oreostylidium  sea anidado dentro del género Stylidium.  Sobre la base de esos datos, los autores de tal estudio proponen que O. subulatum sea conocido una vez más por su muy primer nombre, Stylidium subulatum  y que  Oreostylidium sea reducido a sinónimo de  Stylidium.  En 2002, otro estudio basado en evidencia molecular determinó que en mucho del árbol cladístico  parsimonioso,  Stylidium graminifolium  y O. subulatum  estaban estrechamente relacionados,  con O. subulatum otra vez dentro de Stylidium. Basado en cálculos de reloj molecular y sus datos, los investigadores concluyeron que S. graminifolium y  O. subulatum comparten un común ancestro cerca de 3 millones de años atrás. También concluyeron que Oreostylidium se habría  transferido a Stylidium  y  a  O. subulatum, por lo que  retoman su nombre formal Stylidium subulatum.